# Ali ibn Jusuf
Ali ibn Jusuf (arabsko علي بن يوسف), znan tudi kot Ali ben Jusef, je bil peti almoravidski emir, ki je vladal od leta 1106 do 1143, * 1084, Ceuta, † 26. januar 1143.

## Življenje
Rojen je bil v Ceuti kot sin četrtega almoravidskega emirja Jusufa ibn Tašfina in  Zajnab an-Nafzavijah. V času očetove smrti je bil star 23 let. Očeta je nasledil 2. septembra 1106. Vladal je iz Maroka in svojega brata Tamima ibn Jusufa imenoval za guvernerja Al-Andaluza. Svoje ozemlje na Pirenejskem polotoku je razširil tako, da je leta 1110 zavzel Zaragoško taifo, a jo je leta 1118 izgubil v vojni proti aragonskemu kralju Alfonzu I. Leta 1121 se je Almoravidom uprla Kordova.

### Pokroviteljstvo
Ali ibn Jusuf je naročil gradnjo minbarja, zdaj znanega kot Minbar mošeje Kutubija. Minbar je mojstrovina, izdelana v Kordovi. Prvotno ben Jusufovo mošejo  v Marakešu so uničili Almohadi. Po njem se imenuje tudi Almoravidska Kuba.
V Marakešu je zgradil namakalni sistem. Gradnjo je vodil  Obejd Alah ibn Junus al-Muhandes. Sistem je bil sestavljen iz pokončnih jaškov, povezanih z vodoravnimi predori (arabsko قناة, qanawat). Ali je dal zgraditi tudi prvi most čez reko Tensift.
Leta 1139 je pri Ouriqueju izgubil bitko proti portugalski vojski pod poveljstvom grofa Afonza Henriquesa, kar je Alfonzu omogočilo, da se je proglasil za neodvisnega kralja.

## Družina
Ali ibn Jusuf je imel najmanj dva sinova:
- Tašfina ibn Alija, leta 1129 guvernerja Granade in Almerie in leta 1131 guvernerja Kordove,[11] ki je leta 1143 nasledil svojega očeta, in
- Išaka ibn Alija, ki je umrl leta 1147.

## Sargaško morje
Po mnenju muslimanskega kartografa Mohameda al-Idrizija so mugararini, prevedeno tudi kot »pustolovci«, ki jih je poslal Ali ibn Jusuf, pod vodstvom svojega admirala Ahmeda ibn Omarja, bolj znanega kot Rakš al-Auzz, dosegli del Atlantskega oceana, prekrit z morskimi algami, ki ga nekateri prepoznavajo kot Sargaško morje.